# Udenopogon inscriptus
Udenopogon inscriptus is een vliegensoort uit de familie van de roofvliegen (Asilidae). De wetenschappelijke naam van de soort is voor het eerst geldig gepubliceerd in 1913 door Becker in Becker & Stein.